# Dia Internacional do Ar Limpo para o Céu Azul
O Dia Internacional do Ar Limpo para o céu azul, proclamado pela ONU, é comemorado no dia 7 de Setembro e tem como objectivo alertar para os efeitos da poluição do ar e da necessidade de os Estados cooperarem uns com os outros no sentido de a combater.  

## História
A poluição do ar, provocada pela acção humana, é responsável pela morte de milhões de pessoas todos os anos, uma vez que está na origem de doenças pulmonares, cardíacas, cancro do pulmão, diabetes, demência, entre outras.

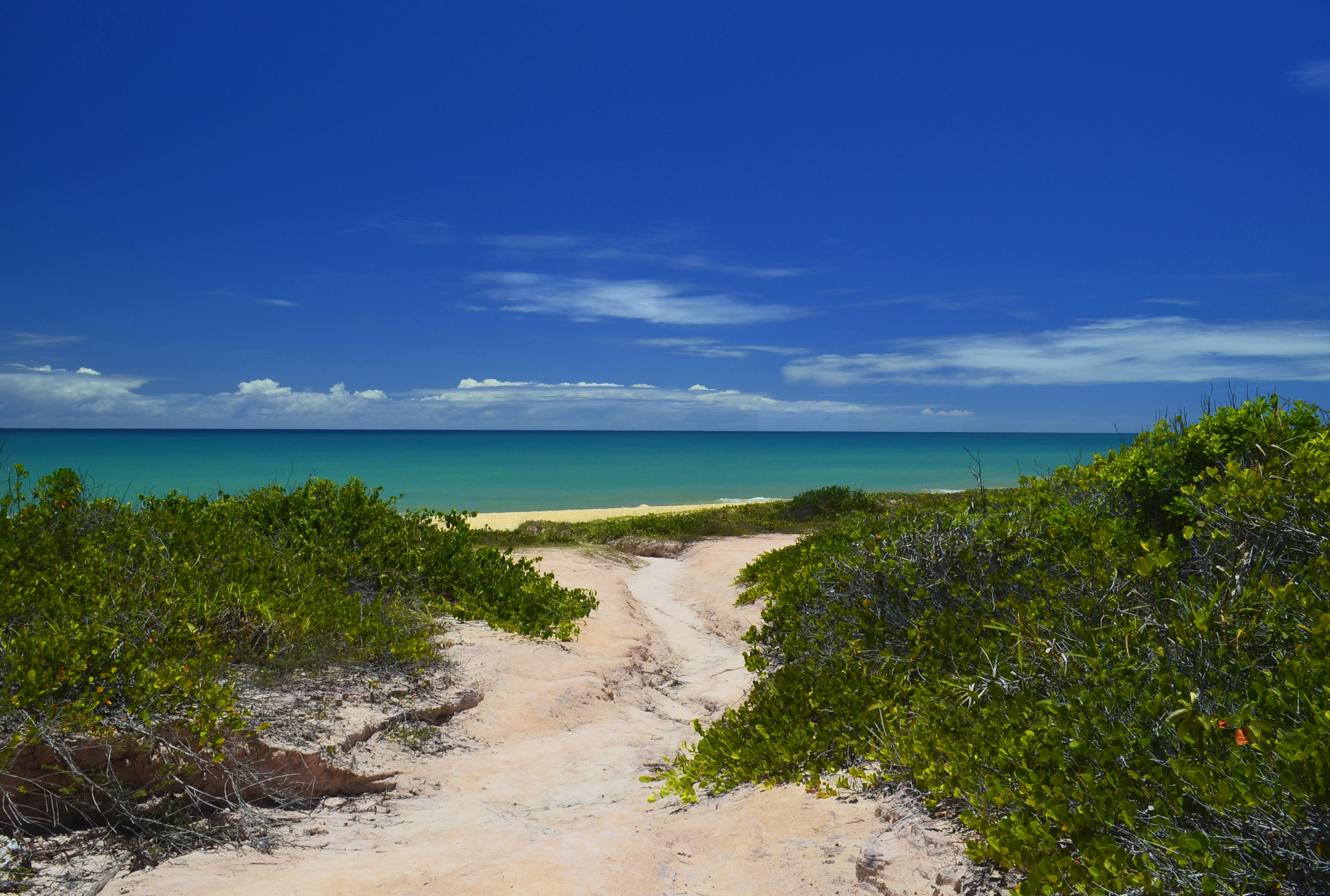
Praia de Mucugê, Bahia.

Assim, a Assembleia Geral da ONU, implementou no dia 19 de dezembro de 2019, o Dia Internacional do Ar Limpo para o Céu Azul com a assinatura da Resolução 74/212. 

## Objectivos
A implementação deste dia tem como objectivo levar os governos, empresas e os indivíduos, a adoptarem medidas e comportamentos que façam a poluição atmosférica diminuir, para que a qualidade do ar melhore de maneira a evitar milhões de mortes prematuras. 
Para tal, o Programa das Nações Unidas para o Meio Ambiente (PNUMA) sugere uma série medidas, entre elas: diminuir o consumo energético, incentivar a utilização de transporte públicos, optar por andar de bicicleta ou a pé, comer menos carne e aumentar as áreas verdes através da plantação árvores. 

## Ligações Externas
- Site Oficial | Dia Internacional do Ar Limpo para o Céu Azul
- PNUMA | Exposição à poluição do ar em tempo real
- ONU NEWS | O Secretário-Geral das Nações Unidas, António Guterres, afirma que nove em cada 10 pessoas respiram ar poluído (2020)